# Centro Cultural de La Peña

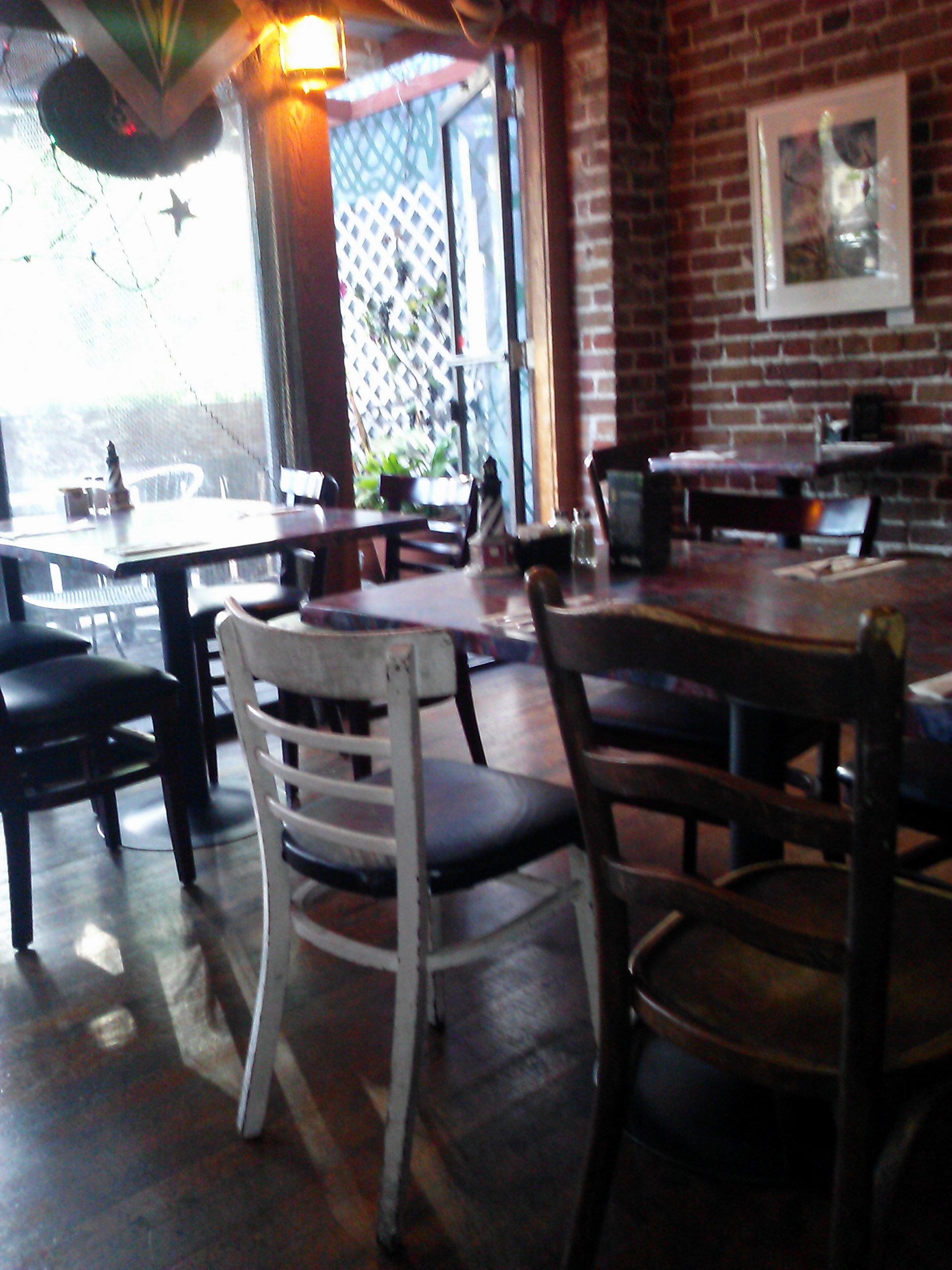
Centro Cultural La Peña, ubicado en el barrio Ashby de la ciudad de Berkeley en California.

El Centro Cultural de La Peña (o La Peña Cultural Center en inglés) es una sede cultural chileno-norteamericana en los Estados Unidos. Abrió en 1975 y ha sido gestionado por los dos mismos expatriotas en el barrio Ashby de la ciudad de Berkeley en California. El centro en la avenida Shattuck fue un centro de la oposición al dictador Augusto Pinochet durante la dictadura. A través de los años y en la actualidad se transformó en un lugar de reunión para la comunidad, un centro artístico, de teatro y tienda de venta minorista así como un lugar de encuentro y diálogo izquierdista. Es un lugar que reúne y promociona la formación de comunidad a través de artistas y el activismo social.

## Historia
En 1975 un par de arrancados chilenos con la ayuda de la comunidad y 10.000 dólares abrieron La Peña como una reacción a la caída de la democracia y la administración del presidente Salvador Allende en Chile. El centro comenzó su vida como el centro del movimiento en contra de la dictadura anti-Pinochetista en los EE.UU.

### Café
Un restaurante fue agregado en los años 1980 denominado Café Valparaíso, y se agregó ha llamado ghetto gourmet de la zona que ha ganado numerosos premios. It is also known as Café de la Peña. La cafetería vende alimenos y curiosidades chilenas endémicos. El menú de Valpo suele dar un énfasis en las empanadas Chilenas. La carta ha evolucionado a medio de los años añadiendo otros platos hispanoaméricanos de naciones que incluyen a Cuba, México, Guatemala y el Perú. Sin embargo se siguen sirviendo numerosos platos de comida chilena como las humitas.

### Música
En el 2005, el centro fue notorio por su involucramiento con y por ser un centro de varias formas de arte, las cuales tienen sus orígenes en los esclavos áfricanos de Cuba, Puerto Rico y el Caribe. Estos fueron lecciones en y presentaciones de dos bailes. Estas danzas son las dirigida por instrumentos de percusión, la plena y la bomba. Esta peña también tiene sus propios grupos musicales: el coro de La Peña y el grupo de hip hop «Lab Hip Hop Ensemble». También ha sido notoria por su serie de conciertos bilingües infantiles «Little Friends of La Peña» (amiguitos de la Peña)

## Comunidad
El centro es un lugar de reunión para la diaspora chilena, con reuniones y celebraciones por la independencia Chilena, la Navidad y el aniversario del golpe de estado.
La Peña es una organización de caridad 501c3 registrada con estatus libre de impuestos que se enfoca en promover las artes, incluso su fachada está cubierta con un mural inspirado en la Nueva Canción Chilena. El centro enseña lecciones de música y arte tradicional de Chile y también toca otras culturas de Hispanoamérica.
El lugar también sirve como un lugar para recaudar fondos para causas locales como apoyar a la emisora de radio KPFA.

### Filantropía
En el año 2010 la peña hospedó Mano a Mano, en beneficio de las víctimas del Terremoto de Chile de 2010 con la meta de colectar 10.000 dólares americanos en donativos.